# Michael Boxrucker
Michael Boxrucker (* 19. Dezember 1960) ist ein deutscher Kameramann.
Michael Boxrucker ist seit Ende der 1980er Jahre Kameraassistent und war auch als Beleuchter tätig, zusätzlich war er Gasthörer an der HFF München. Seit 1996 ist er Kameramann.
Boxrucker ist Mitglied im Berufsverband Kinematografie (BVK).

## Filmografie (Auswahl)
- 2000: Im Namen des Gesetzes (Fernsehserie, 2 Folgen)
- 2001: Der Ermittler (Fernsehserie, 2 Folgen)
- 2002–2004: Edel & Starck (Fernsehserie, 8 Folgen)
- 2003, 2004: Die Verbrechen des Professor Capellari (Fernsehserie, 2 Folgen)
- 2005: Scharf wie Chili
- 2007: Alles außer Sex (Fernsehserie, 12 Folgen)
- 2009: Alles was recht ist – Die italienische Variante
- 2009: Nichts als Ärger mit den Männern
- 2009: Liebling, weck die Hühner auf
- 2012: Plötzlich 70!
- 2012: Schlaflos in Schwabing
- 2012: Ganz der Papa
- 2014: Warum ich meinen Boss entführte
- 2014: Tatort: Der Maulwurf
- 2014: Brezeln für den Pott
- 2014: Sprung ins Leben
- 2016: Der Zürich-Krimi: Borcherts Fall
- 2016: Neid ist auch keine Lösung
- 2017–2023: Der Alte (Fernsehserie, 6 Folgen)
- 2020: Der starke Hans (Märchenfilm der ARD-Reihe Sechs auf einen Streich)